# Himerni antigenski receptor
Himerni antigenski receptorji (CAR, angl. Chimeric Antigen Receptors) so receptorske beljakovine, sintezno načrtovane tako, da dajo limfocitu T (ali drugi imunski celici), v katerega jih vnesejo, možnost vezave na specifične beljakovine (na primer na širok spekter tumorsko specifičnih antigenov, ki jih izražajo rakavo spremenjene celice na svoji površini). Receptorji so himerni, ker vsebujejo hkrati antigen vežočo kot limfocit T aktivirajočo funkcijo. 
Prvo zdravilo na osnovi CAR-T je tisagenlecleucel, ki je avgusta 2017 prejelo odobritev s strani Ameriškega urada za prehrano in zdravila za zdravljenje akutne limfoblastne levkemije. Oktobra 2017 je FDA odobril še drugo zdravilo, aksicabtagen ciloleucel, in sicer za zdravljenje difuznega velikoceličnega limfoma B. Obe zdravili sta bili odobreni v Evropski uniji s strani Evropske agencije za zdravila in medicinske pripomočke avgusta 2018.
Gre za nov pristop zdravljenja hematoloških rakov. Imunoterapija s celicami CAR-T preusmeri bolnikove imunske celice proti tumorskemu antigenu. V nasprotju s T-celičnimi receptorji (TCR) CAR-T prepoznajo specifični antigen neodvisno od poglavitnega kompleksa tkivne skladnosti (MHC). Veliko rakavih celic namreč ne izraža MHC, s čimer se izognejo prepoznavi in uničenju s strani imunskega sistema. Glavna omejitev zdravljenja limfociti T, gensko spremenjenimi s himernimi antigenskimi receptorji (CAR-T) je, da je visoko individualizirana, saj je treba izdelati zdravilo za vsakega bolnika posebej iz njegovih lastnih celic. Čeprav obe obliki zdravljenja (tisagenlecleucel in  aksicabtagen ciloleucel, pri večjem deležu pacientov vodita v popolno remisijo bolezni, ostaja problem toksičnost spremenjenih celic T in pojav neželenih učinkov zdravljenja, kot sta nevrološka toksičnost in sindrom sproščanja citokinov.

## Zgodovina
Začetki razvoja himernih antigenskih receptorjev segajo v osemdeseta leta prejšnjega stoletja. Klinično uporabnost je tehnologija dosegla pred približno desetimi leti, ko je znanje o sintetski biologiji, genski terapiji, imunologiji in imunoterapiji doseglo ustrezno raven.
Leta 2017 sta prvi zdravili na osnovi CAR-T prejeli dovoljenje za promet, in sicer je avgusta 2017 FDA odobril tisagenlecleucel za zdravljenje neodzivne ali večkrat relapsirane akutne limfoblastne levkemije (ALL),  oktobra 2017 pa še aksicabtagen ciloleucel za zdravljenje neodzivnega ali večkrat relapsiranega difuznega velikoceličnega limfoma B (DLBCL). Obe zdravili sta bili odobreni v Evropski uniji s strani Evropske agencije za zdravila in medicinske pripomočke avgusta 2018 (tisagenlecleucel za ALL in DLBCL in aksicabtagen ciloleucel za DLBCL).
Obe omenjeni zdravili usmerjeni proti antigenu CD19, ki ga na svoji površini odražajo številne rakave celice B-celičnih krvnih rakov.

## Zdravljenje raka
Celice T so genetsko spremenjene tako, da izražajo himerrne antigenske receptorje, ki so specifično usmerjeni proti antigenom na tumorskih celicah bolnika, nato pa se infundirajo v bolnika, v katerem napadejo in uničijo rakave celice. Adoptivni prenos celic T, ki izražajo CAR, je obetavno protitumorsko zdravljenje, saj se lahko CAR-modificirane celice T modificirajo tako, da so usmerjene proti praktično kateremu koli antigenu, povezanem s tumorjem.
Začetne raziskave celic CAR-T so se osredotočale na krvne rake. Prvo odobreno zdravljenje je uporabljalo CAR, ki so bili usmerjeni proti antigenu CD19, prisotnem pri B-celičnih rakih, kot sta akutna limfoblastna levkemija (ALL) in difuzni velikocelični limfom B (DLBCL).  Potekajo tudi poskusi za modifikacijo CAR, ki so usmerjeni proti številnim drugim vrstam celic krvnega raka, vključno s CD30 pri refraktarnem Hodgkinovem limfomu; CD33, CD123 in FLT3 pri akutni mieloični levkemiji (AML); in BCMA pri multiplem mielomu.
Solidni tumorji so težja tarča. Identifikacija dobrih antigenov je zahtevna: Tovrstni geni se morajo izdatno izražati na večini rakavih celic, na normalnih tkivih pa morajo biti v glavnem odsotni. Celice CAR-T se prav tako ne prenašajo učinkovito v središče solidnih tumorskih mas, sovražno tumorsko mikrookolje pa suprimira T-celično aktivnost.

### Klinična preskušanja in odobritev FDA
Prve tri terapije CAR-T, ki jih je odobrila FDA, so bile usmerjene proti antigenu CD19, ki ga izražajo številne vreste B-celičnega raka. Tisagenlecleucel (Kymriah/Novartis) je odobren za zdravljenje recidivne/refraktarne B-celične prekurzorske akutne limfoblastne levkemije (ALL), aksikabtagen ciloleucel (Yescarta/Kite Pharma) in lizokabtagen maraleucel (Breyanzi/Bristol Myers Squibb) pa sta odobrena za zdravljenje recidivnega/refraktarnega difuznega velikoceličnega B-limfoma (DLBCL).
Marca 2019 je v svetu potekalo približno 364 kliničnih preskušanj, v katerih so raziskovali celice CAR-T. Večina teh preskušanj je bila usmerjena proti krvnemu raku: terapije CAR-T predstavljajo več kot pol vseh preskušanj na področju hematoloških rakov. CD19 je še naprej najbolj priljubljena antigenska tarča, za njo pa BCMA (pogosto jo izraža diseminirani plazmacitom). In 2016, studies began to explore the viability of other antigens, such as CD20. Na področju solidnih tumorjev je preskušanj terapije CAR-T manj, pri čemer približno polovica vseh preskušanj celične terapije zajema druge platforme, npr. celice NK.
Čeprav začetne stopnje klinične remisije po terapiji s celicami CAR-T pri vseh bolnikih dosegajo 90 %, so stopnje dolgoročnega preživetja precej nižje. Vzrok je običajno pojav levkemičnih celic, ki ne izražajo CD19 in se tako izognejo prepoznavi s celicami CD-19 CAR-T, kra imenujemo antigenski pobeg. Predklinična preskušanja razvoja celic CAR-T, usmerjenih proti CD19 in CD22 ali CD19 in CD20, so se izkazala za obetavna in potekajo preskušanja z bispecifičnim usmerjanjem, da bi se izognili zmanjšanju izražanja antigena CD19.

### Varnost
Z vnosom celic CAR-T v telo so povezani resni neželeni učinki, vključno s sindromom sproščanja citokinov in nevrološko toksičnostjo. Ker je to zdravljenje razmeroma novo, je podatkov o dolgoročnih učinkih zdravljenja s celicami CAR-T le malo. Še vedno obstajajo pomisleki o dolgoročnem preživetju bolnikov ter zapletih pri nosečnicah, zdravljenih s celicami CAR-T.
Najpogostejša reakcija po zdravljenju s celicami CAR-T je sindrom sproščanja citokinov (cytokine release syndrome – CRS), stanje, pri katerem se imunski sistem aktivira in sprošča številne vnetne citokine. Klinično se ta sindrom kaže podobno kot sepsa, tj. z visoko vročino, utrujenostjo, mialgijo, slabostjo (navzeo), povečano propustnostjo kapilar, tahikardijo in drugimi motnjam delovanja srca, motnjami delovanja jeter in okvaro ledvic. CRS se pojavi pri skoraj vseh bolnikih, zdravljenih s celicami CAR-T. Prisotnost CRS je pravzaprav diagnostični označevalec, ki kaže na želeno delovanje celic CAR-T pri uničevanju rakavih celic. Poudariti je treba, da izrazitejši CRS ne korelira s povečanim odzivom na zdravljenje, vendar pomeni večje bolezensko breme.
Z zdravljenjem s celicami CAR-T pogosto povezujejo tudi nevrološko toksičnost. Osnovni mehanizem je slabo poznan in je lahko povezan s CRS ali pa ne. Klinični znaki so delirij, delna izguba sposobnosti koherentnega govora ob ohranjenem razumevanju govora (izrazna afazija), zmanjšana budnost (otopelost) in epileptični napadi. Pri nekaterih kliničnih preskušanjih se je pojavila smrt zaradi nevrotoksičnosti. Glavni vzrok smrti zaradi nevrotoksičnosti je možganski edem. V študiji, ki jo je opravila družba Juno Therapeutics, Inc., je v kliničnem preskušanju zaradi možganskega edema umrlo pet bolnikov. Dva bolnika sta bila zdravljena samo s ciklofosfamidom, preostali trije pa so bili zdravljeni s kombinacijo ciklofosfamida in fludarabina. V drugem kliničnem preskušanju, ki ga je sponzoriral Center za raziskovanje raka Freda Hutchinsona, so poročali o enem primeru ireverzibilne in smrtne nevrološke toksičnosti 122 dni po vnosu celic CAR-T.
Pričakovani neželeni učinek je anafilaksija, saj se CAR pridobiva s tujim monoklonskim protitelesom in zato spodbuja imunski odziv.
Prepoznavanje tarče na netumorskem mestu pomeni, da celica CAR-T prepozna pravi antigen, vendar tega izraža zdravo, nepatogeno tkivo. To povzroči napad celic CAR-T na netumorsko tkivo, npr. zdrave celice B, ki izražajo CD19. Stopnja tega neželenega učinka je drugačna, kot pri aplaziji celic B, ki se lahko zdravi s podpornimi infuzijami, do skrajne toksičnosti, ki povzroči smrt.
Obstaja tudi majhna verjetnost, da se bodo celice CAR-T same preoblikovale v rakave celice z insercijsko mutagenezo zaradi vstavljanja gena CAR z virusnim vektorjem v tumoski supresor ali onkogen v genomu gostiteljske celice T. Pri nekaterih retrovirusnih vektorjih (RV) je tveganje manjše kot pri lentivirusnih (LV) vektorjih, vendar so lahko onkogeni oboji. Sekvenčna analiza mest vtavitve CAR v celicah T je omogočila boljši vpogled v vlogo in delovanje celic CAR T ter njihovo preživetje in vivo.